# 大野川 (佐渡市新穂)
大野川（おおのがわ）は、新潟県佐渡市を流れる二級河川。国府川水系の支流である。

## 地理
新潟県佐渡市新穂大野の東部に位置する清水寺峠に源を発する。佐渡島中央の国中平野を流れ、佐渡市畑野で国府川に合流する。

## 流域の自治体
新潟県
佐渡市

## 河川施設
- 大野川ダム（新潟県佐渡市新穂大野）